# Кадваллон ап Иейав
Кадва́ллон ап Иейав (валл. Cadwallon ab Ieuaf, умер в 986) — король Гвинеда (985—986), сын Иейава ап Идвала, брат Хивела ап Иейава.

## Биография
Он упоминается в Хронике принцев Уэльса за 984 год, согласно которой, он убил Ионавала ап Меурига, племянника Хивела Доброго. Кадваллон стал королём Гвинеда в 985 году, после смерти брата Хивела ап Иейава. Однако он правил всего лишь один год, пока не был убит вторгшимся в Гвинед Маредидом, королём Дехейбарта, который согласно Хронике Принцев Уэльса, покорил его территорию, с островом Мона и Мейриониддом, и во всех районах Гвинедда он действовал экстремально и хитро» в 985 году. Гвентианская Хроника по поводу этого сообщает, что Оуайн, сын Хивела Доброго, "привел великую армию к Гвинеду" в 985 году, и в сражении были убиты Кадваллон и его брат Мейриг.